# Mancomunitat l'Horta Nord
La Mancomunitat l'Horta Nord és una mancomunitat de municipis de la comarca del mateix nom. Aglomera 10 municipis i 56.201 habitants, en una extensió de 84,10 km². Actualment (2007) la mancomunitat és presidida per Julio De Ramon Saborit, del Partit Popular i regidor de l'ajuntament de Rafelbunyol.
Les seues competències són:
- Depuració d'aigües residuals
- Educació
- Escorxador
- Extinció d'incendis
- Hospital
- Neteja viaria i recollida de fem

Els pobles que formen la mancomunitat són:
- Albalat dels Sorells
- Albuixec
- Emperador
- Massalfassar
- Massamagrell
- Museros
- la Pobla de Farnals
- el Puig de Santa Maria
- Puçol
- Rafelbunyol